# 卡納提克音樂

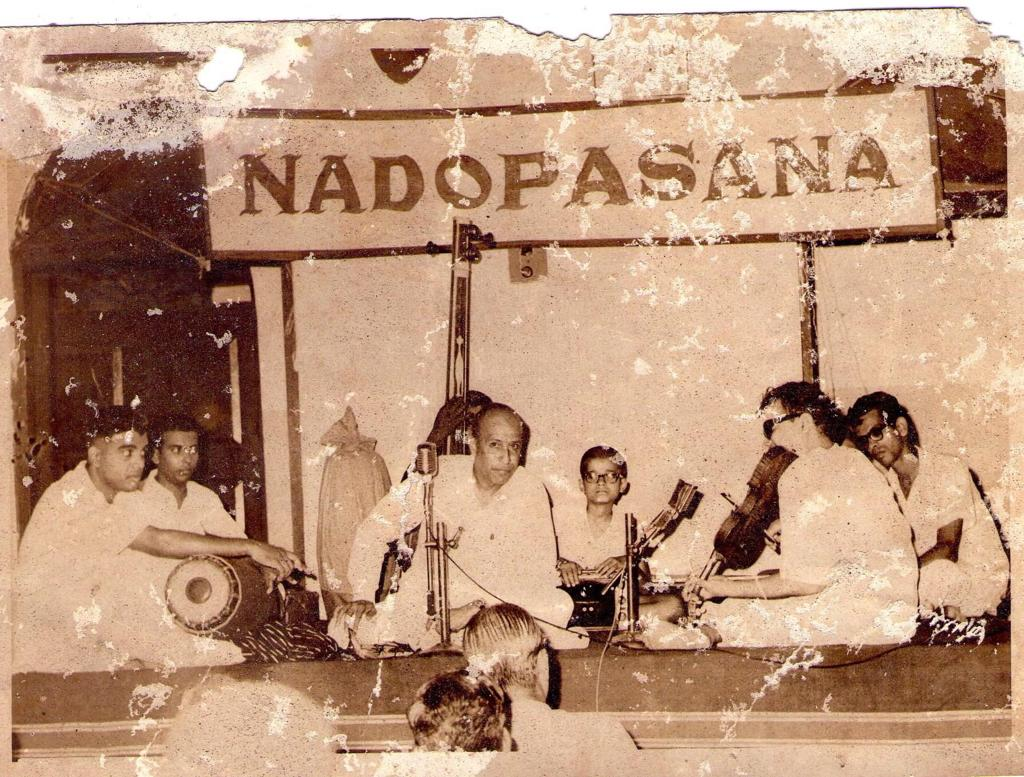
1945年于清奈舉辦的卡納提克音樂演出，圖中左前爲木丹加鼓手，正中前爲歌手，其正後方爲坦普拉琴，右前爲小提琴手

卡納提克音樂是南印度的古典音樂傳統，源自娑摩吠陀等古代印度音樂文化。現今在印度卡納塔卡邦、安德拉邦、泰倫加納邦、喀拉拉邦、坦米爾那都邦等地均有流傳，尤其以清奈爲一大中心。
據傳，卡納提克音樂源自普蘭達拉•達薩創作的音樂入門教材，後來由「卡納提克音樂三聖」（即蒂亞格拉賈、穆都娑婆彌、霞摩•舍娑帝利）發揚光大，產生了大量廣爲傳頌的名曲。卡納提克音樂的基本概念有：微分音（śruti）、音高（svara）、拉格（rāga，即調式）和塔拉（tāla，即節拍型）。
卡納提克音樂以人聲爲主，其他演奏樂器包括旋律伴奏（現今一般用西洋小提琴）、打擊伴奏（一般用木丹加鼓）和持續低音伴奏（坦普拉琴）。其他常見的卡納提克樂器有：加塔姆、堪吉拉、莫辛、維努、維納琴等。

## 外部連結
- 古典卡纳提克音乐 （页面存档备份，存于）